# Стійкість вибухових речовин
Стійкість вибухових речовин (рос. устойчивость взрывающихся веществ, англ. stability, нім. chemische Stabilität f der Sprengstoffe) – здатність вибухових речовин (ВР) зберігати свої первинні хімічні та фізичні властивості. 
Розрізняють хімічну та фізичну Стійкість вибухових речовин:
- Хімічна Стійкість вибухових речовин – запас хімічної міцності, що дозволяє зберігати вибухові речовини протягом часу, не змінюючи при цьому їх хімічних властивостей і залишаючи їх безпечними. Характеризується швидкістю зміни вибухових речовин внаслідок хімічних перетворень, які в них відбуваються.
- Фізична Стійкість вибухових речовин – здатність ВР довго зберігати і виявляти свої фізичні властивості.